# Phare de Kópanes
Le phare de Kópanes (en islandais : Kópanesviti) est un phare situé sur le cap à l'entrée sud de l'Arnarfjörður dans la région des Vestfirðir.